# Острогозький район
Острогозький район — район і муніципальне утворення (муніципальний район) на заході Воронезької області РФ.
Адміністративний центр — місто Острогозьк.
Історично Острогозький район належить до Східної Слобожанщини та історичної Харківщини

## Географія
Острогозький район межує з Реп'євським, Хохольським, Каширським, Ліскинським і Каменським районами Воронезької області, а також Алексєєвським районом Бєлгородської області. Він розташований у південно-східній частині Середньоросійської височини на правобережжі Дону. Площа району — 1730 км².
Клімат на території району помірно-континентальний, часті вітри. Землі — чорнозем. Основними корисними копалинами району є крейда, глина, пісок. Територією району протікають річки Дон, Потудань, Дівиця, Тиха Сосна, є невеликі озера. Рельєф території при річках — горбистий, яружно-балковий. Схили правобережжя Дону досягають висоти 80-90 метрів.

## Історія
Місто Острогозьк засноване у 1650–1652 реєстровими українськими козаками Чернігівського і Ніжинського полків як військова фортеця — острог (на Білгородській межі) Московії. Будівництвом міста керував козацький полковник Іван Дзиковський. З 1652 до 1765 року Острогозьк був полковим центром Острогозького слобідського козацького полку.
Після ліквідації полкового устрою Слобідської України у 1765 році козацькі полки було скасовано імперським урядом. На території Острогозького, Ізюмського, Харківського, Сумського і Охтирського полків утворюються однойменні провінції Слобідсько-Української губернії. Провінції поділялися на комісарства. На території сучасного Острогозького району знаходилися Острогозьке та Уривське комісарства Острогозької провінції.
У 1779 році було створене Воронізьке намісництво, до складу якого відійшла Острогозька та частина Ізюмської провінції. Інші провінції Слобідсько-Української губернії ввійшли до новоутвореного Харківського намісництва. 1779 року засновано Острогозький повіт в складі Воронізького намісництва.
У 1797 році Острогозький повіт було передано до складу відновленої Слобідсько-Української губернії. В 1802 році Острогозький повіт було повернено до Воронезької губернії, до його складу ввійшла територія скасованого Калитвянського повіту.
14 травня 1928 року ВЦВК і РНК РСФРР прийняли постанову про утворення на території колишніх Воронізької, Курської, Орловської і Тамбовської губерній Центрально-чорноземній області з центром у місті Воронежі. Воронізька губернія і всі її повіти були скасовані. Територія Острогозького повіту ввійшла до складу новоутвореної Острогозької округи Центрально-Чорноземної області. 16 липня 1928 року було визначено склад округів ЦЧО, а 30 липня 1928 року, мережа районів. У цьому році, було утворено Острогозький район.
У 1930 році існування округів було визнано недоцільним і 23 липня 1930 року постановою ЦВК і РНК СРСР « Про скасування округів», окружний поділ було скасовано. Острогозька округа була ліквідована, райони, що входили до неї стали підпорядковуватися безпосередньо обласному центру ЦЧО.
1934 року Острогозький район було включено до новоствореної Воронезької області.
Період 1920—1940 років характеризується подальшим розвитком промисловості і сільського господарства. У 1935 році була закінчена прокладка другої колії на залізничній магістралі Харків-Балашов, що проходить через Острогозьк.
Під час німецько-радянської війни Острогозький район став ареною активних бойових дій. У липні 1942 року вся правобережна (по річці Дон) частина району була зайнята німецькими та союзними для них угорськими та італійськими військами. Війська 40-ї армії РСЧА взяли район у січні 1943 року під час Острогозько-Россошанської наступальної операції
Після закінчення Другої світової війни економічний розвиток району відбувався на основі агропромислового комплексу. Більшість підприємств — підприємства переробної промисловості. У 1957 році на території Острогозького району пройшла 30-кілометрова траса першої черги газопроводу Ставрополь — Москва. 24 червня 1961 року, указом Президії Верховної Ради РСФРР Коротояцький район було скасовано, а його територію передано до складу Острогозького і Давидівського районів.

## Пам'ятки

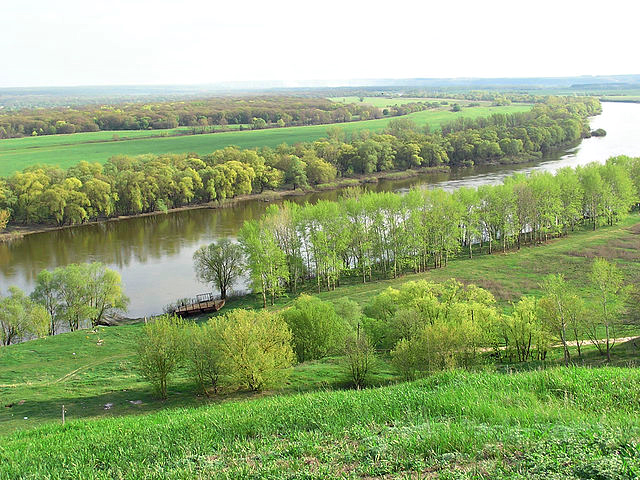
Річка Дон біля села Урив-Покровка

На території району розташовано 6 пам'яток природи:
- Степові схили у села Володимирівка (ділянка реліктової рослинності);
- Крейдяні схили у села Коротояк;
- Крейдяна сосна — залишки крейдяного бору на правому березі річки Потудань;
- Ділянка річки Потудань від села Солдатське до гирла протяжністю 16 км;
- Ділянка ріки Дон від села Коротояк до Дивногір'я протяжністю 6 км;
- Острогозькі плавні в гирлі річки Тиха Сосна.

Острогозький район один з найбільш насичених пам'ятками археології районів. Тут представлені об'єкти всіх типів і всіх археологічних періодів. До найвідоміших відносяться:
- Вільшанське городище (Верхньо-Вільшанський комплекс);
- Волошинський комплекс пам'яток;
- Сторожевський комплекс;
- Аверинське городище;
- Мостищенське городище.